# Funkhaus Halle
Die Funkhaus Halle GmbH & Co. KG ist ein privates Medienunternehmen in Sachsen-Anhalt unter dessen Dach die Radiosender Radio Brocken und 89.0 RTL produziert und vermarktet werden. Sie ist Teil der RTL Group, die wiederum mehrheitlich dem Bertelsmann-Konzern gehört.
Mit seinen beiden Radio-Programmen sowie weiteren Audio-Angeboten erreicht das Funkhaus Halle laut Media-Analyse 2021 Audio mehr als 1,5 Millionen Hörer am Tag.

## Geschichte
1992 wurde das Unternehmen mit dem Sendestart von Radio Brocken als AH Antenne Hörfunk GmbH & Co. KG gegründet. Als Pilotprojekt ging 2001 erstmals das Project 89.0 Digital als DAB-Programm auf Sendung. Zwei Jahre später stieg die RTL Group als Investor ein. Im Zuge dessen wurde Project 89.0 Digital in 89.0 RTL umbenannt.
Bis Januar 2008 hatte das Unternehmen seinen Sitz in Halle (Saale) in der ehemaligen Kantine der Feinmechanischen Werke (Fe-Ha). Seitdem sitzt es mit seinen zwei Sendern direkt am Halleschen Markt im Stadtcenter Rolltreppe.
Im März 2011 wurde die AH Antenne Hörfunk in Funkhaus Halle GmbH & Co. KG umbenannt.

## Engagement in der Region
Das Funkhaus Halle unterstützt mit seinen Sendern die regionalen Sportteams Hallescher FC, Syntainics MBC Weißenfels und New Yorker Lions Braunschweig.
Im September 2005 wurde der Radio Brocken hilft e.V. gegründet. Der gemeinnützige Verein unterstützt soziale Organisationen und unverschuldet in Not geratene Menschen.